# 源建
源 建（みなもと の たける/たつる）は、平安時代前期の貴族。嵯峨源氏、参議・源明の子。官位は従五位上・相模介。

## 経歴
清和朝半ばの貞観9年（867年）従五位下に叙爵。左京権亮を経て、陽成朝の元慶2年（878年）上野権介に任ぜられ地方官に転じ、任期後の元慶6年（882年）に従五位上に叙されている。
元慶8年（884年）2月に陽成天皇が光孝天皇に譲位した際には固関使（鈴鹿関）を務め、3月に兵部少輔に任ぜられた。翌元慶9年（885年）大蔵大輔に遷るが、仁和3年（887年）相模介として再び地方官に転じた。

## 官歴
『日本三代実録』による。
- 時期不詳：正六位上
- 貞観9年（867年） 正月7日：従五位下
- 時期不明：左京権亮
- 元慶2年（878年） 2月15日：上野権介
- 元慶6年（882年） 正月7日：従五位上
- 元慶8年（884年） 2月5日：伊勢国鈴鹿関固関使。3月9日：兵部少輔
- 元慶9年（885年） 正月16日：大蔵大輔
- 仁和3年（887年） 2月2日：相模介